# Medeon
Medeon  este un oraș în Grecia în prefectura Aetolia-Acarnania.